# Marc Van Britsom
Marc Van Britsom, né le 19 janvier 1966 à Saint-Nicolas, est un joueur de football belge qui évoluait au poste de Milieu de terrain, actif du milieu des années 1980 au début des années 2000. Après sa carrière de joueur il se reconvertit comme entraîneur.

## Carrière
Marc Van Britsom commence le football au KVV White Star Sombeke, un petit club de sa région, en 1975. Après quatre ans, il est repéré par le KSK Beveren, où il part terminer sa formation. Il intègre l'équipe première du club en 1986 et dispute son premier match professionnel le 4 octobre contre le FC Bruges. Réserviste durant deux ans, il s'impose dans le onze de base de l'équipe à partir de 1988, le nouvel entraîneur René Desayere lui accordant sa confiance. Bien qu'il soit devenu un titulaire indiscutable, les résultats de l'équipe ne sont pas à la hauteur et le club est relégué en Division 2 en 1990. Il décide de rester au club et remporte le titre de champion un an plus tard, permettant ainsi à Beveren de remonter directement parmi l'élite. Joueur inamovible en milieu de terrain, il preste encore trois saisons en Division 1 avec son club, ne ratant quasiment aucun match officiel.
En juillet 1994, Marc Van Britsom est transféré au KV Malines. Il s'y impose d'emblée comme titulaire au poste de milieu défensif mais à deux matches de la fin de la saison, il se blesse grièvement. Cette blessure le tient écarté des terrains pendant plus d'un an et il ne rejoue en match officiel que le 7 septembre 1996. Ayant perdu sa place de titulaire, il décide en novembre de tenter sa chance à l'étranger et rejoint le Real Murcie, en deuxième division espagnole. Il n'y joue aucun match de championnat et en fin de saison, il revient en Belgique, au KV Courtrai, qui milite lui aussi en deuxième division.
À Courtrai, Marc Van Britsom fait de nouveau partie des joueurs de base de l'équipe et l'aide à remporter le tour final pour la montée en première division. Ce retour au plus haut niveau est de courte durée, le club ne parvenant pas à éviter la relégation après seulement un an. Il quitte alors le club et rejoint une autre équipe de Division 2, l'Antwerp. Il remporte le titre en 2000 avec l'équipe anversoise et remonte en première division avec un troisième club différent. Il perd sa place dans le onze de base en cours de saison et quitte le club durant l'été pour rejoindre le FC Nieuwkerken, un club de Division 3. Il y joue encore durant trois mois puis décide de mettre un terme à sa carrière de joueur en décembre 2001 à presque 36 ans.
Après sa retraite sportive, Marc Van Britsom se reconvertit comme entraîneur. Il est nommé à la tête de son dernier club en juillet 2002 mais il est licencié à la moitié de la saison à la suite de mauvais résultats. En 2006, il devient entraîneur-adjoint au KSK Beveren. Il assurera l'interim pour une rencontre lors de la saison 2008-2009 puis quitte le club au terme de celle-ci. Depuis 2010, il entraîne des équipes de jeunes à Waasland-Beveren.

## Palmarès
- 2 fois champion de Division 2 en 1991 avec le KSK Beveren et en 2000 avec l'Antwerp.

## Statistiques
| Saison                | Club                  | Championnat           | Championnat | Championnat | Coupe nationale | Coupe nationale | Coupe de la Ligue | Coupe de la Ligue | Total | Total |
| Saison                | Club                  | Division              | M.          | B.          | M.              | B.              | M.                | B.                | M.    | B.    |
| 1986-1987             | KSK Beveren           | Division 1            | 7           | 1           | 0               | 0               | 0                 | 0                 | 7     | 1     |
| 1987-1988             | KSK Beveren           | Division 1            | -           | 2           | -               | -               | 0                 | 0                 | 0     | 2     |
| 1988-1989             | KSK Beveren           | Division 1            | 29          | 0           | 1               | 0               | 0                 | 0                 | 30    | 0     |
| 1989-1990             | KSK Beveren           | Division 1            | 32          | 0           | 3               | 0               | 0                 | 0                 | 35    | 0     |
| 1990-1991             | KSK Beveren           | Division 2            | 29          | 4           | 5               | 0               | 0                 | 0                 | 34    | 4     |
| 1991-1992             | KSK Beveren           | Division 1            | 28          | 0           | 4               | 1               | 0                 | 0                 | 32    | 1     |
| 1992-1993             | KSK Beveren           | Division 1            | 34          | 2           | 3               | 0               | 0                 | 0                 | 37    | 2     |
| 1993-1994             | KSK Beveren           | Division 1            | 28          | 1           | 1               | 0               | 0                 | 0                 | 29    | 1     |
| Sous-total            | Sous-total            | Sous-total            | 187         | 10          | 17              | 1               | 0                 | 0                 | 204   | 11    |
| 1994-1995             | KV Malines            | Division 1            | 30          | 1           | 3               | 0               | 0                 | 0                 | 33    | 1     |
| 1995-1996             | KV Malines            | Division 1            | 0           | 0           | 0               | 0               | 0                 | 0                 | 0     | 0     |
| 1996-1997             | KV Malines            | Division 1            | 6           | 0           | 0               | 0               | 0                 | 0                 | 6     | 0     |
| Sous-total            | Sous-total            | Sous-total            | 36          | 1           | 3               | 0               | 0                 | 0                 | 39    | 1     |
| 1996-1997             | Real Murcie           | Segunda División      | 0           | 0           | 0               | 0               | 0                 | 0                 | 0     | 0     |
| Sous-total            | Sous-total            | Sous-total            | 0           | 0           | 0               | 0               | 0                 | 0                 | 0     | 0     |
| 1997-1998             | KV Courtrai           | Division 2            | 36          | 4           | 3               | 0               | 0                 | 0                 | 39    | 4     |
| 1998-1999             | KV Courtrai           | Division 1            | 30          | 2           | 3               | 0               | 0                 | 0                 | 33    | 2     |
| Sous-total            | Sous-total            | Sous-total            | 66          | 6           | 6               | 0               | 0                 | 0                 | 72    | 6     |
| 1999-2000             | R. Antwerp FC         | Division 2            | 23          | 2           | 4               | 0               | 1                 | 0                 | 28    | 2     |
| 2000-2001             | R. Antwerp FC         | Division 1            | 20          | 0           | 2               | 0               | 0                 | 0                 | 22    | 0     |
| Sous-total            | Sous-total            | Sous-total            | 43          | 2           | 6               | 0               | 1                 | 0                 | 50    | 2     |
| 2001-2002             | FC Nieuwkerken        | Division 3            | 12          | 0           | 0               | 0               | 0                 | 0                 | 12    | 0     |
| Sous-total            | Sous-total            | Sous-total            | 12          | 0           | 0               | 0               | 0                 | 0                 | 12    | 0     |
| Total sur la carrière | Total sur la carrière | Total sur la carrière | 344         | 19          | 32              | 1               | 1                 | 0                 | 377   | 20    |